# Knockando (destilería)

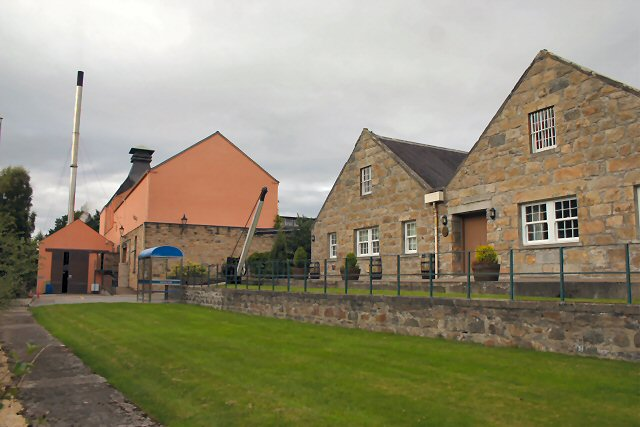
Fotografía real del conjunto de edificios de la destilería Knockando

Knockando es una destilería de whisky escocés de malta situada en la población de Knockando en el condado de Moray, Escocia, y dentro de la región del whisky de Speyside.
Esta destilería fue construida por John Tytler Thomson en 1898, y lleva el nombre de la población en la que se encuentra. El nombre deriva del gaélico escocés: Cnoc an Dhub, que significa "el cerro negro". En 1904 la destilería fue comprada por W & A Gilbey, un productor de ginebra de Londres, pasando a formar parte de J&B / Grand Metropolitan en los años 1960/1970, y ahora es propiedad de la multinacional Diageo. 
Knockando fue la primera destilería en Escocia dotada de iluminación eléctrica. En 1905 se conectó directamente con el Great North of Scotland Railway, que unía Grantown-on-Spey con las principales ciudades del noreste de Escocia. También se construyeron casas para los trabajadores de la destilería en las inmediaciones de ésta, así como una casa para el Oficial de Aduanas e Impuestos Especiales. La destilería se encuentra actualmente cerca de la estación abandonada de Tamdhu, muy cerca del comienzo de la ruta de Speyside. La vía del tren hace tiempo que ha sido desmantelada.
Knockando es el origen de una famosa selección de barricas que entró en la composición del J&B Ultima fabricado en 1994 para celebrar el quinto centenario del whisky escocés. La mezcla contiene 128 whiskies diferentes (116 de malta y 12 de grano) y un tonel de cada uno de estos whiskies todavía está madurando en la bodega.